# Maartje Scheepstra
Maartje Trijntje Scheepstra (Papúa, 1 de abril de 1980) es una exjugadora neerlandesa de hockey sobre césped.

## Trayectoria
Scheepstra debutó con la selección neerlandesa en el año 2001. Tuvo su  primera participación olímpica en Atenas 2004, donde llegó a la final y marcó un gol, pero perdió la final ante Alemania y obtuvo la medalla de plata.
En el 2003 fue elegida mejor jugadora joven del mundo.